# Железнодорожный вокзал Данидина
Железнодорожный вокзал Данидина (англ. Dunedin railway station) ― историческое здание, расположенное в городе Данидин на Южном острове Новой Зеландии.

## История
Здание вокзала было спроектировано Джорджем Траупом в стиле фламандского неоренессанса; за свой проект архитектор получил прозвище «Пряничный Джордж» (англ. Gingerbread George). Первый камень в основание фундамента был заложен 3 июня 1904 года министром путей сообщения Новой Зеландии Джозефом Уордом. Церемония открытия станции состоялась 12 ноября 1906 года; строительство здания вокзала обошлось в 40 тысяч фунтов стерлингов.
В первые годы своего существования станция была самой загруженной в стране ― через неё проходило до 100 поездов в день. Впоследствии пассажиропоток станции значительно сократился; в настоящее время она обслуживает лишь три туристических маршрута.

## Описание
Выразительность фасадного декора обеспечивается за счёт контраста между тёмным базальтом, добытым в долине Страт-Тайери, и белым облицовочным камнем Оамару ― данное эстетическое решение характерно для множества исторических зданий Данидина и Крайстчерча. При возведении колоннады, выполняющей функцию входной группы, использовался розовый гранит. Крыша вокзала покрыта марсельской терракотовой черепицей и увенчана куполами с медными навершиями. В южной части здания возвышается архитектурная доминанта ― 37-метровая башня с часами. Мозаичный пол с изображением локомотива, украшающий зал ожидания, выложен почти 750 тысячами плиток английской фирмы «Mintons». Внутренняя балконная галерея обрамлена фарфоровым фризом. Протяжённость железнодорожной платформы составляет около 500 метров.

## Галерея

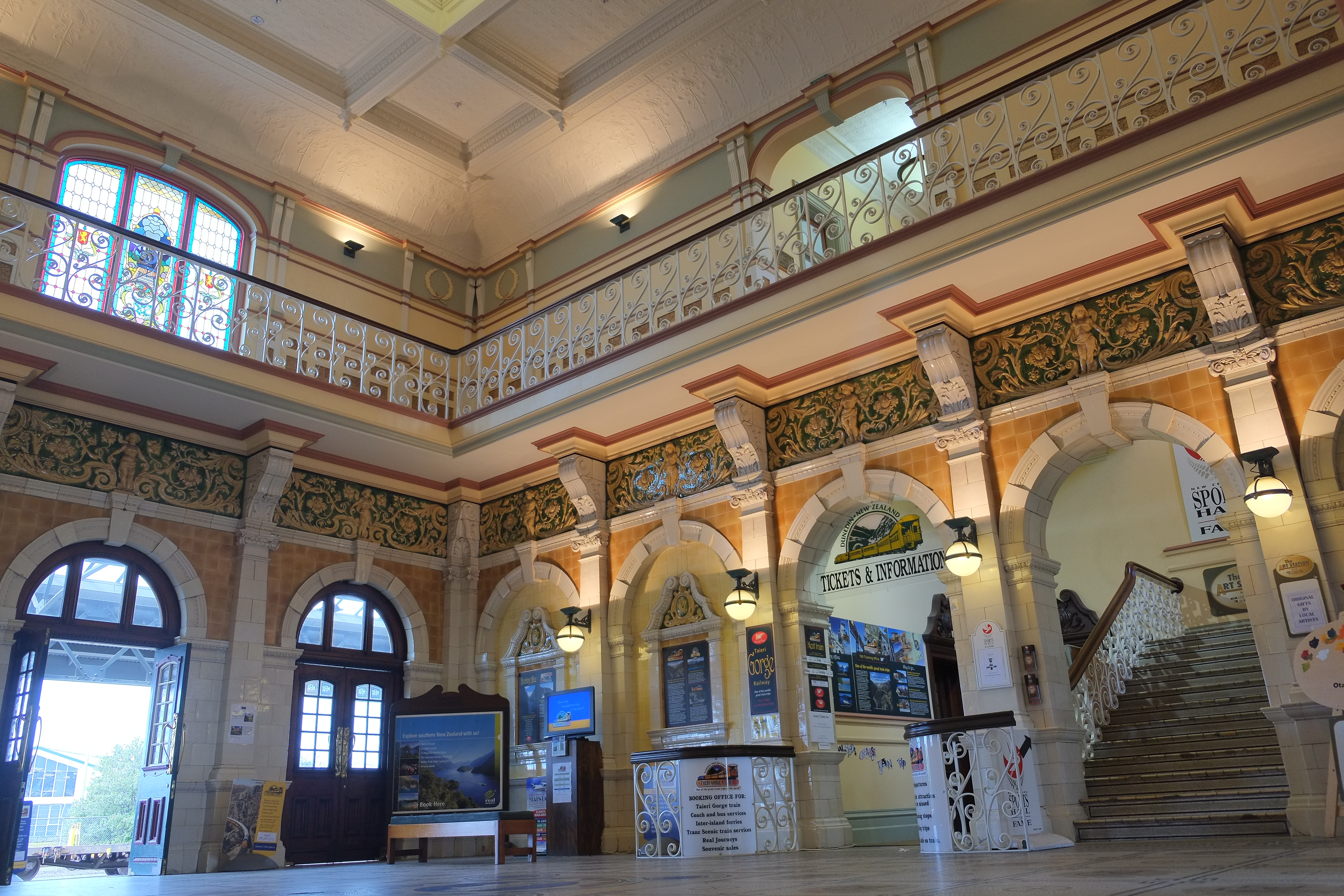
Интерьер станции
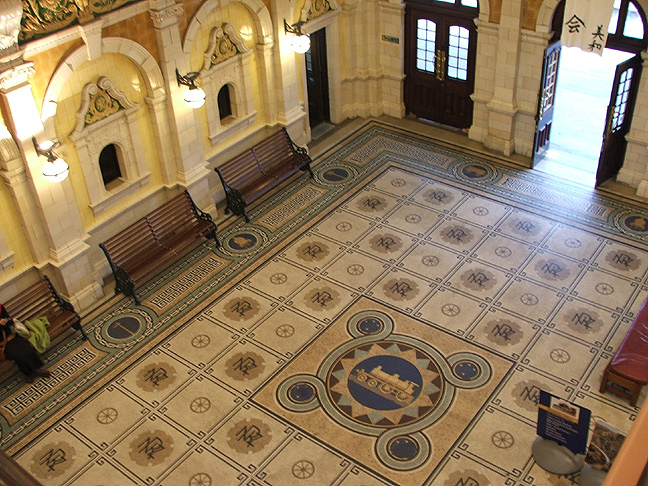
Мозаичный пол
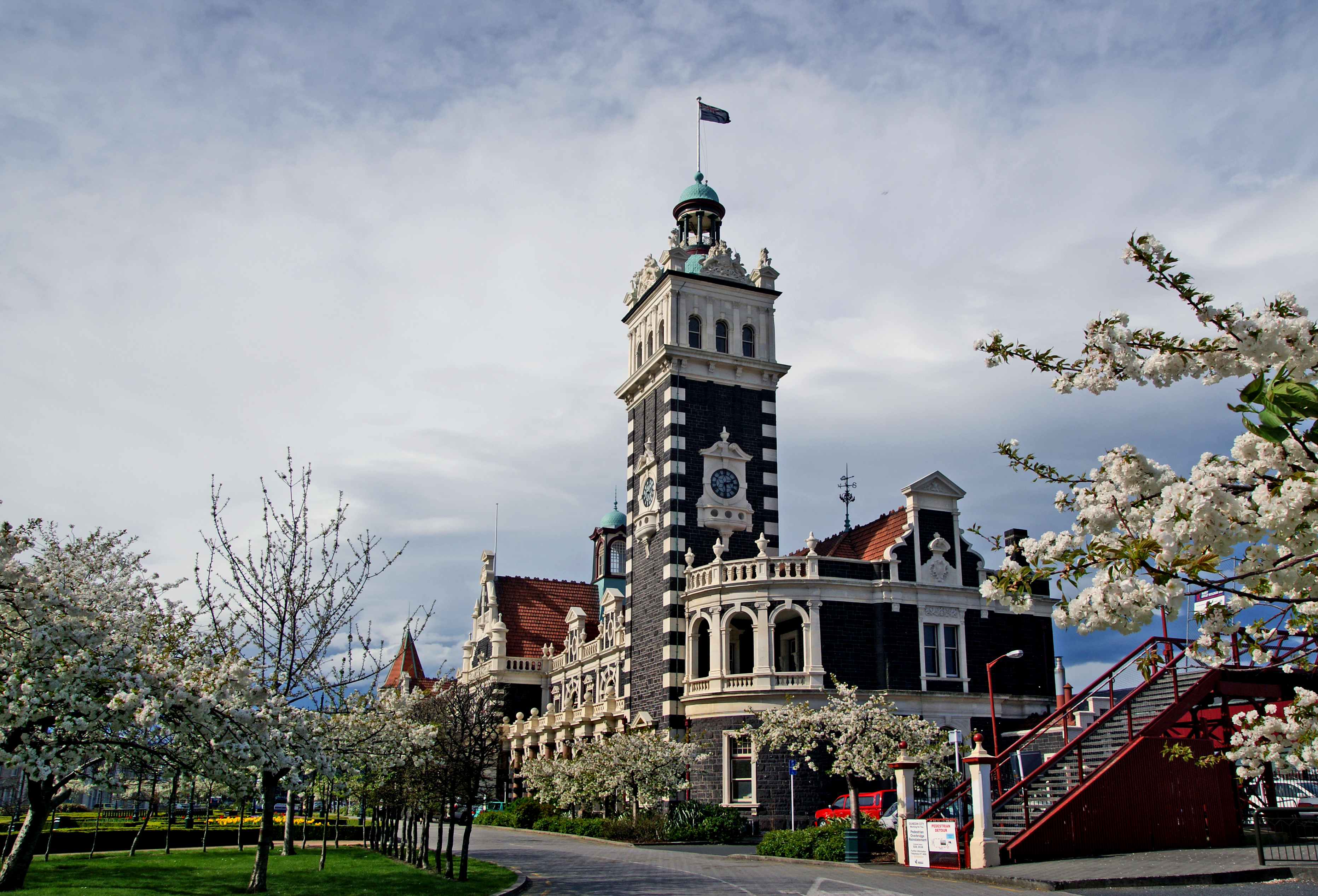
Часовая башня
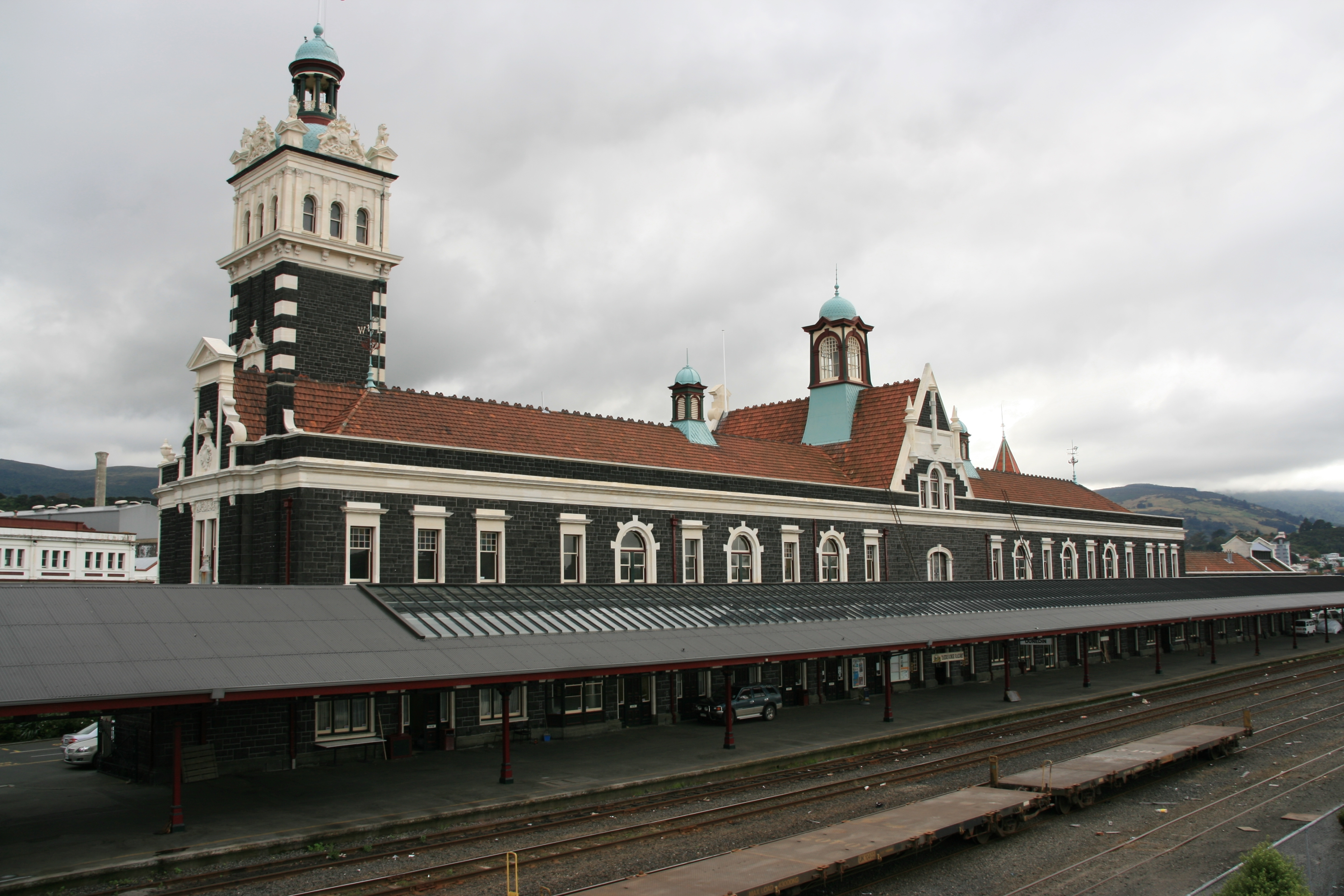
Обратная сторона здания

## Комментарии
1. ↑  Не существует единого мнения по поводу места добычи этого сорта гранита: в различных источниках указываются то новозеландский Блафф[англ.] (Johnson, p. 34, Knight and Wales, p. 235), то шотландский Абердин (McGill and Sheehan, p. 224).